# Jan Sokol
Jan Sokol (ur. 18 kwietnia 1936 w Pradze, zm. 16 lutego 2021 tamże) – czeski filozof, zegarmistrz, informatyk, profesor Uniwersytetu Karola w Pradze, zięć Jana Patočki, sygnatariusz Karty 77.
Jego droga do filozofii wiodła przez studium biblistyki, dzieł Fryderyka Nietzschego, spotkanie z Janem Patočką. Czerpie z dziedzictwa feonomenologii i personalizmu. Zajmował się filozoficzną antropologią, dziejami idei, filozofią natury, relacjami między filozofią i religią, filozofią i nauką, filozofią i polityką.
W 2000 roku został współzałożycielem i pierwszym dziekanem Wydziału Humanistycznego Uniwersytetu Karola.
W 2023 roku został pośmiertnie odznaczony Orderem Tomáša Garrigue Masaryka I klasy.

## Prace
Publikacje książkowe
- 1969 – Poselství Ježíšovo
- 1970 – Návrh samočinného počítače
- 1977 – Operační systémy
- 1977 – Jak počítá počítač
- 1978 – Hogyan müködik az elektronikus számitogép?
- 1979 – Guten Tag, Computer!
- 1980 – Všeobecný popis systému DOS-3
- 1983 – Přístupová metoda TAM
- 1988 – Editor MED
- 1993 – Člověk a svět očima bible: Pokus o uvedení do biblické antropologie
- 1993 – Mistr Eckhart a středověká mystika
- 1994 – Malá filosofie člověka
- 1996 – Tři přednášky o dějinách náboženství
- 1996 – Čtení z bible: Výběr textů ze Starého a Nového zákona
- 1996 – Čas a rytmus
- 1998 – Etika a čas
- 1998 – La pensée européenne de Jan Patočka
- 2000 – Člověk jako osoba
- 2001 – Filosofie a náboženství v českých zemích
- 2002 – Občanské minimum (współautor)
- 2002 – Filosofická antropologie (Člověk jako osoba)
- 2004 – Člověk a náboženství
- 2004 – Antropologie a etika (razem ze Zdeňkiem Pincem)

Artykuły
- Sokol, J., What does freedom look like? In: Int. J. Prenatal and perinatal psychology and medicine, Stockholm. Vol. 17, 1/2 (2005), p. 181–187. ISSN 0943-5417
- Sokol, J., Europa spricht. Sprachenvielfalt und Politik. In: Osteuropa 5-6/2004, Berlin, S. 276–283. ISSN 0030-6428. RIV
- Sokol, J., Was ist Geld? In: Zeitschrift für Wirtschafts- und Unternehmensethik 5/2 (2004), S. 176–185. ISSN 1439-880X
- Sokol, J., The Two Faces of Time. In: European Review, Vol. 9, No. 1, p. 11–18 (2001). ISSN 1062-7987
- Sokol, J., Virtudes de lo politico. In: Aleph 115 (4/2000), p. 117–123. Manizales, Colombia. ISSN 0120-0216.
- Sokol, J., An Address from Elsewhere (The Message of Lévinas). In: Philosophy Today, Chicago, 43/2 (1999), p. 143–150, ISSN 0031-8256.
- Sokol, J., Život a transcendence podle Hanse Jonase. In: Lidé města 2/2005, str. 97–102, ISSN 1212-8112.
- Sokol, J., Teilhard tehdy a dnes. In: Teologie a společnost 2/05, str. 14–16. ISSN 1214-0740
- Sokol, J., Evropa – mezi demokratickým deficitem a superstátem. In: Listy 5/2004, str. 7–9. ISSN 1210-1222.
- Sokol, J., Co jsou peníze? In: Sociologický časopis 40 (2004/4), Praha, str. 509–518. ISSN 0038-0288.
- Sokol, J., Je život (jen) můj? In: Vesmír 2/04, str. 74–76. ISSN 0042-4544
- Chalupáři, napsáno 1976. In: Modrá kniha. Sborník vydaný ku příležitosti šedesátin Jiřího Němce a padesátin Sváti Karáska, Inverze, Praha 1992 a následně Listy 1/2004, str. 38–40, ISSN 1210-1222
- Muž a žena – sexuální antropologie. In: Listy 6/2003, str. 77–80. ISSN 1210-1222
- Sokol, J., Smrt v našich rukou. In: Listy 5/03, str. 78–82. ISSN 1210-1222
- Sokol, J., Jsou lidská práva přirozená? In: Listy 4/03, str. 78–82. ISSN 1210-1222
- Sokol, J., Zajatcovo dilema a problém černých pasažérů. In: Vesmír 8/03, str. 467–8 ISSN 0042-4544
- Sokol, J., Dá se život udržet? In: Vesmír 10/02, str. 546–548. ISSN 0042-4544
- Sokol, J., Jaký liberalismus? In: Listy 1/2002, str. 55–58. ISSN 1210-1222
- Sokol, J., Město a jeho hradby. In: Vesmír 5/02, str. 288–291. ISSN 0042-4544
- Sokol, J., Křesťanství a Evropa. In: Vesmír 4/02, str. 227–8. ISSN 0042-4544
- Sokol, J., Hra jako praktická výchova ke svobodě. In: Acta economica 6/01, str. 80–85, ISSN 0572-3043
- Sokol, J., Můžeme ”být mrtví”? In: Vesmír 7/01, str. 368–9. ISSN 0042-4544
- Sokol, J., Antropologie výchovy a vzdělávání. In: Pedagogika 2/2000, str. 121–125. ISSN 3330-3815
- Sokol, J., Konec liberalismu v Čechách? In: Nová Přítomnost 9/97. ISSN 1211-3883
- Sokol, J., Martin Heidegger. In: Kritický sborník 2-3/97 ISSN 0862-819X
- Sokol, J., Věda, vědci a pravda. In: Vesmír 6/97, str. 348. ISSN 0042-4544

W języku polskim
- Sokol, J., Misija chrzescijanska wsrod pogan? In: Teologia praktyczna 3/2002, str. 7–12. Poznan, ISSN 1642-6738